# Lebes gamikos

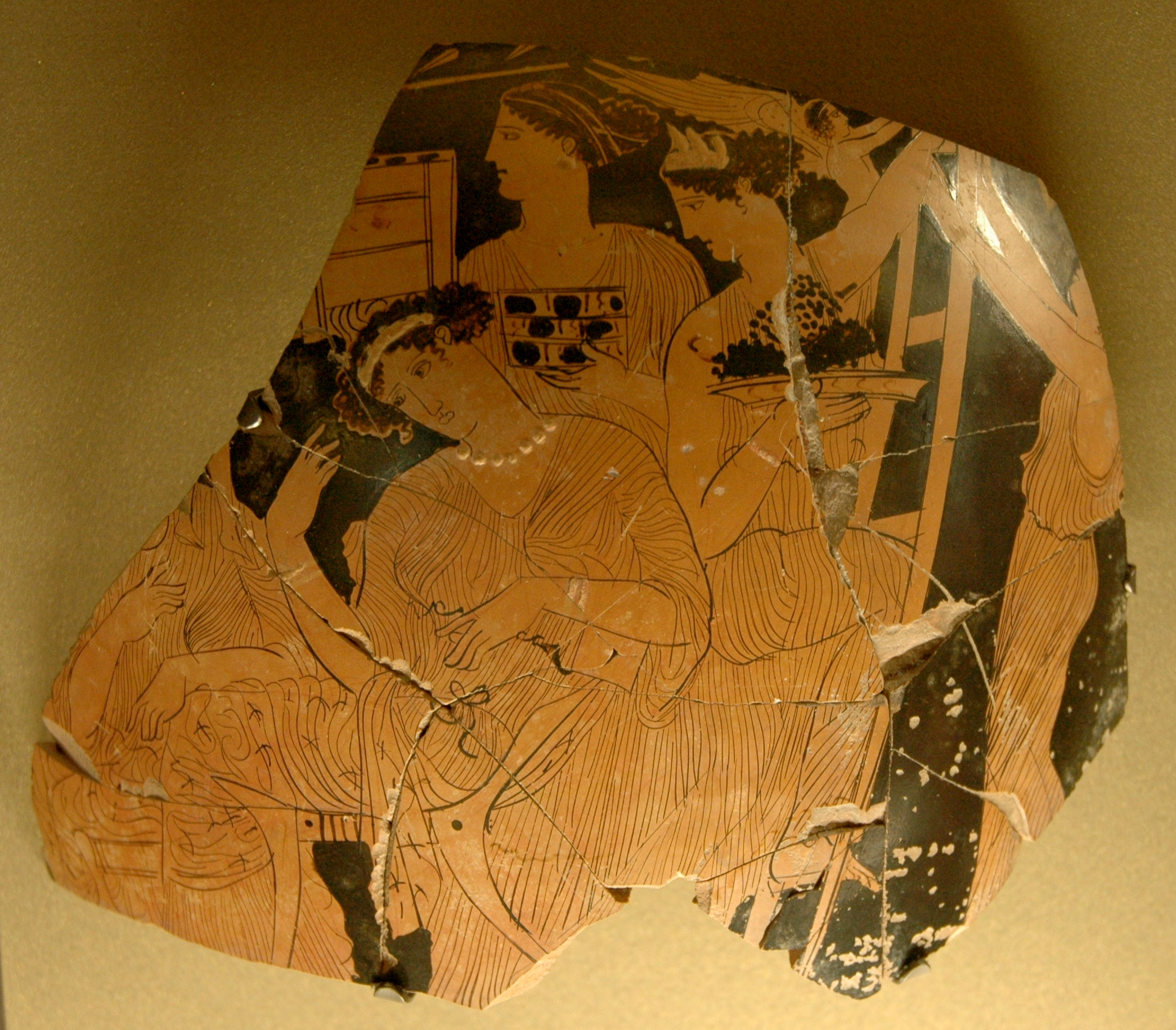
Fragment van een Attische rood-figurige lebes gamikos
ca. 430-420 v.Chr.
Vrouwen vieren de Adonia, een festival van Adonis voor gehuwde vrouwen.

Een lebes gamikos is een bepaalde variant van het Oud-Grieks aardewerk. Het was een grote kruik, die rijkelijk werd versierd. Deze kruik diende meestal als huwelijksgeschenk. De naam zegt het zelf al: γαμειν, gamein, betekent trouwen.